# Athrips nigricostella
Athrips nigricostella — вид лускокрилих комах з родини виїмчастокрилі молі (Gelechiidae).

## Поширення
Вид поширений в Європі та Північній Азії на схід до Японії включно.

## Спосіб життя
Личинка живиться різними видами люцерни (Medicago). Личинки прядуть листя кормової рослини. Заляльковування відбувається в білому коконі між пряденим листям.